# Asesinatos en serie de Irán
Los asesinatos en serie de Irán fueron una serie de asesinatos y desapariciones ocurridos entre los años 1988 y 1998 de ciertos intelectuales disidentes iraníes que habían criticado el sistema de la República Islámica desde la revolución de 1979. Los asesinatos y desapariciones fueron llevados a cabo por agentes del gobierno iraní, y se los denominó "asesinatos en cadena" porque parecían estar relacionados entre sí.
Las víctimas incluyeron a más de 80 escritores, traductores, poetas, activistas políticos y ciudadanos comunes, y fueron asesinados por diversos medios, como accidentes automovilísticos amañados, apuñalamientos, tiroteos en supuestos robos e inyecciones de potasio para simular un ataque al corazón. El patrón de asesinatos no salió a la luz hasta finales de 1998 cuando Dariush Forouhar, su esposa Parvaneh Eskandari Forouhar y tres escritores disidentes fueron asesinados en un lapso de solo dos meses.
Después de que se publicaran los asesinatos, el líder supremo ayatolá Alí Jamenei negó que el gobierno fuera responsable y culpó a los "enemigos de Irán" de dichas acciones. A mediados de 1999, después de una gran protesta pública e investigación periodística en Irán y publicidad en el extranjero, los fiscales iraníes anunciaron que habían encontrado al autor: Saeed Emami, viceministro de Inteligencia y Seguridad Nacional, quien había liderado una célula de "elementos rebeldes". No obstante, las pruebas de la acción gubernamental no pudieron profundizarse al suicidarse el propio Emami. En un juicio que fue "desestimado como una farsa por las familias de las víctimas y las organizaciones internacionales de derechos humanos", tres agentes del Ministerio de Inteligencia fueron condenados en 2001 a muerte y otros 12 a prisión por asesinar a dos de las víctimas.
Muchos iraníes y extranjeros creen que los asesinatos fueron en parte un intento de resistir la "apertura cultural y política" por parte del presidente reformista iraní Mohammad Jatamí y sus partidarios, y que los condenados por los asesinatos eran en realidad "chivos expiatorios que actúan por órdenes de más arriba", con los perpetradores finales, incluidos "algunos clérigos bien conocidos".
A su vez, los intransigentes de Irán, el grupo más estrechamente asociado con los ataques de los vigilantes contra los disidentes en general, y con los asesinos acusados en particular, afirmaron que potencias extranjeras, entre ellas Israel, habían cometido los crímenes.
Se dice que los asesinatos están "todavía envueltos en el secreto", y una indicación de que las autoridades pueden no haber descubierto a todos los autores de los asesinatos en cadena fue el intento de asesinato de Saeed Hajjarian, un editor de un periódico que se cree que interpretó un "papel clave" en el descubrimiento de los asesinatos. El 12 de marzo de 2000, Hajjarian recibió un disparo en la cabeza y, si bien sobrevivió, quedó paralítico.

## Principales víctimas
- Dariush Forouhar (1928-1998), político iraní que llegó a ser ministro de Trabajo en 1979, y su esposa Parvaneh Eskandari Forouhar (1939-1998), activista, eran una pareja políticamente activa que no estaba de acuerdo con la teocracia chiita. Se encontraban bajo fuertes medidas de seguridad por parte del Estado. Eran conscientes de la presión gubernamental hasta el punto de confesar a allegados la posibilidad de que fueran asesinados. La pareja fue descubierta en su domicilio de Teherán en noviembre de 1998 asesinados con varias puñaladas.
- Abdul Rahman Ghassemlou (1930-1989) fue un político iraní y líder kurdo. Fue el secretario general del Partido Demócrata del Kurdistán iraní (KDPI) desde 1973 hasta su asesinato en 1989. Después de la derrota de la guerra entre Irak e Irán, Ghassemlou se estableció en París y se unió al Consejo Nacional de Resistencia de Irán que fue fundado por su PDKI y otras fuerzas de oposición. Fue asesinado en Viena junto a su asistente por miembros infiltrados en el equipo negociador que Irán había enviado para contactar con los disidentes kurdos.
- Fereydoun Farrokhzad (1936-1992) fue un cantante, actor, poeta, presentador de televisión y radio iraní, escritor y activista por los derechos humanos. Fue encontrado muerto en su vivienda de Bonn (Alemania). La autopsia reveló que fue asesinado violentamente, habiendo recibido varias puñaladas en la cara y parte superior del torso.
- Shapour Bakhtiar (1914-1991) fue el último presidente de Irán bajo el reinado del Sha Mohammad Reza Pahleví. Tras el triunfo de la Revolución, se exilió en Francia, donde lideró la oposición al nuevo régimen de Jomeini. En 1979 y 1980 sufrió sendos ataques contra su vida, perpetrados por mercenarios pagados por Teherán. Fue asesinado junto a su secretario en París, pese a tener una fuerte protección policial, recibiendo varias cuchilladas.
- Kazen Sami (1935–1988), político iraní que fue ministro de Salud durante el gobierno de transición que lideró Mehdí Bazargán. Bastante crítico con las acciones del ayatolá Jomeini, al que criticó por la continuación de la guerra con Irak, fue asesinado con un hacha en el despacho de la clínica médica que dirigía.

### Otros asesinatos vinculados
- Mohammad Mokhtari (1942–1998), escritor que apoyaba la libertad de expresión y la libertad de prensa. Tras desaparecer, fue encontrado muerto por asfixia, con contusiones sospechosas en el cuello.[8]
- Mohammad Jafar Pouyandeh (1954–1998), también escritor y disidente político. Tras desaparecer tres días y sin poder ser contactado, apareció muerto con signos de haber sido estrangulado hasta la muerte.
- Pirouz Davani (1961–1998), activista de izquierdas. Fue visto por última vez a fines de agosto de 1998 cuando salía de su residencia en Teherán. Al parecer, su madre sufrió un infarto mortal al enterarse.
- Mehdi Dibaj (1935–1994), chiita converso al cristianismo que había sido juzgado y condenado por apostasía. Secuestrado y ejecutado.
- Hamid Hajizadeh (1950-1998), maestro y poeta iraní de Kerman, fue apuñalado hasta la muerte, junto con su hijo de 9 años, en su casa mientras dormían.[13]
- Sadegh Sharafkandi (1938-1992), líder opositor al régimen y activista kurdo. Fue asesinado en un restaurante de Berlín junto a otros tres líderes políticos disidentes.
- Ali-Akbar Sa'idi Sirjani (1931-1994), escritor, poeta y periodista iraní que fue encarcelado en 1994 y murió poco después mientras estaba en prisión mediante un supositorio de potasio.[14][15]
- Ahmad Tafazzoli (1937-1997), profesor y literato universitario. Siendo conocido que tenía contactos entre los grupos disidentes en el extranjero, su cuerpo apareció en un suburbio de Teherán.
- Ebrahim Zalzadeh (1948-1997), activista político, era editor de la revista mensual Me'yar y director de la editorial Ebtekar. Desapareció tras abandonar su oficina para irse a casa. Su cadáver fue encontrado apuñalado hasta la muerte.[13][16]

## Perpetradores
El 20 de diciembre de 1998, un grupo que se hacía llamar "hermanos devotos y puros del Islam musulmán de Mostafa Navvab" emitió una declaración en Teherán atribuyéndose algunos de los asesinatos. En su declaración atacaban a los reformistas y disidentes del régimen, acusándoles de estar detrás de los movimientos nacionalistas y de otros de carácter "venenoso y sedicioso" en los estamentos educativos, conspirando "contra los grandes logros de la Revolución Islámica [...] La ejecución revolucionaria de Dariush Forouhar, Parvaneh Eskandari, Mohammad Mokhtari y Mohammad Jafar Pouyandeh son una advertencia para todos los escritores mercenarios y sus partidarios de contravalores que aprecian la idea de difundir la corrupción y la promiscuidad en el país y devolver la dominación extranjera sobre Irán".
El ayatolá Alí Jamenei especuló sobre los perpetradores, culpando a las potencias extranjeras y afirmando que "el enemigo estaba creando inseguridad para tratar de bloquear el progreso del sistema islámico de Irán". Los corresponsales extranjeros creían que los principales sospechosos probablemente serían conservadores opuestos a la agenda de reforma política moderada del presidente Mohammad Jatamí. En Irán, los periódicos conservadores también culparon a "las fuentes extranjeras con la intención de crear un ambiente de inseguridad e inestabilidad en el país", por los asesinatos. En particular, culparon al grupo terrorista Mojahedin-e-Khalq, con sede en Irak.
El 4 de enero de 1999, la oficina de relaciones públicas del Ministerio de Información emitió "inesperadamente" un breve comunicado de prensa en el que afirmaba que "el personal de" su propio Ministerio "cometió estas actividades delictivas bajo la influencia de agentes clandestinos encubiertos", tachando los "despreciables y abominables asesinatos recientes en Teherán" como "un signo de conspiración crónica y una amenaza para la seguridad nacional". El Ministerio de Información consiguió identificar al grupo responsable de los asesinatos, arrestando y procesándoles. Algunos de los detenidos eran Saeed Emami, oficial seguridad adjunto del Ministerio de Información, y algunos de sus subordinados, como Mehrdad Alikhani , Mostafa Kazemi y Khosro Basati.
El acusado Ali Rowshani admitió haber asesinado a Mokhtari y Pouyandeh, si bien fue con base en una orden directa de Mostafa Kazemi, exjefe de seguridad interna del ministerio de inteligencia y otro hombre, Merhdad Alikhani. Otro par de acusados admitió haber matado al matrimonio Forouhar, también siguiendo órdenes de Kazemi y Alikhani.

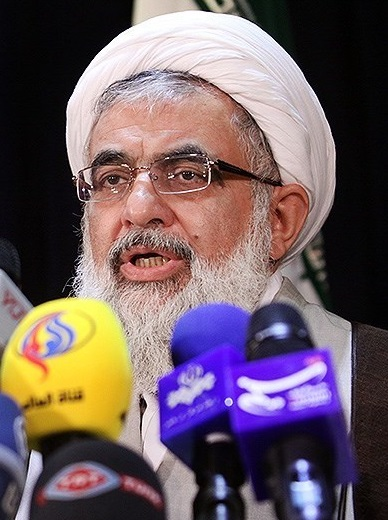
Ali Fallahian, ministro de Inteligencia durante el proceso de investigación.

La prensa iraní informó que Emami no solo fue responsable de la muerte de Forouhar, Mokhtari, Pooyandeh y Sharif, sino también de asesinatos anteriores en los años ochenta y noventa de Saidi Sirjani, los asesinatos del restaurante Mykonos en Berlín, el intento fallido de 1995 de organizar un accidente de autobús en las montañas y matar a 21 escritores, y la inesperada muerte de Ahmad Jomeini (hijo del ayatolá Jomeini).
El arresto de Saeed Emami no fue revelado hasta el 3 de junio de 1999, seis meses después de su suicidio. Varios hechos se sumaron al escepticismo sobre si se habían encontrado a los verdaderos culpables de los asesinatos y si se había hecho justicia. No se publicaron fotos de los agentes del Ministerio de Inteligencia implicados y juzgados, siendo su identidad "secreto de estado".

## Investigaciones
Los periodistas de investigación Emadeddin Baghi y Akbar Ganji escribieron diversos artículos y reportajes incidiendo en la trama de los asesinatos en el diario Sobh Emrouz, dirigido por Saeed Hajjarian. En diciembre de 2000, Akbar Ganji anunció que la "pieza clave" de los asesinatos en cadena era el exministro de inteligencia Hojjatoleslam Ali Fallahian. "También denunció por su nombre a algunos clérigos de alto rango, incluido el ayatolá Mohammad-Taqi Mesbah-Yazdi por haber alentado o emitido la fetua u orden religiosa para los asesinatos". Varios funcionarios del gobierno, incluido Mostafa Tajzadeh, miembro del Ministerio de Estado, rechazaron enfáticamente esta opinión. En nuevos artículos, apuntaron los objetivos hacia políticos en primera línea como Mostafá Purmohammadí o Gholam-Hossein Mohseni-Eje'i, que habían formado parte del Ejecutivo liderado por Mahmoud Ahmadinejad.
El 12 de marzo de 2000, un agresor le disparó en la cabeza a Saeed Hajjarian, pero escapó por poco de la muerte y quedó paralítico de por vida. Se cree que la acción fue un juego sucio perpetrado por alguien de poder que temía nuevas revelaciones, lo que predisponía pensar que las informaciones iban por el lado correcto. Al mismo tiempo que este atentado sucedía, Akbar Ganji fue arrestado en Teherán tras regresar de Alemania y sentenciado a diez años de prisión, seguido de cinco años en el exilio (luego reducido a seis años de prisión y sin exilio) por "retener documentos clasificados del Ministerio de Cultura y Orientación Islámica, insultando al ex líder de la República Islámica de Irán, el ayatolá Jomeini, y difundiendo propaganda contra el sistema islámico". Su tiempo en prisión incluyó huelgas de hambre y exhibiciones de marcas de tortura en la corte.